# Parpadeo atencional
El parpadeo atencional (en inglés: attentional blink, abreviado AB) es un fenómeno que refleja el costo temporal en la dirección de la atención selectiva. El AB es típicamente medido usando tareas de Presentaciones Visuales Seriales Rápidas (RSVP, por sus siglas en inglés), en las cuales, los participantes a menudo fallan para detectar un segundo estímulo (target) saliente dentro de una sucesión de estímulos, si  se presenta entre 180-450 ms después del primer estímulo. También, el AB ha sido observado utilizando dos targets. encubiertos y estímulos auditivos. El término parpadeo atencional se utilizó por primera vez en 1992, a pesar de que el fenómeno era probablemente conocido antes de esto.

## Investigación
El significado adaptativo del parpadeo atencional es desconocido, pero se piensa que es producto de un sistema de dos etapas del procesamiento visual en el cual se intenta dirigir el contexto episódico a los estímulos. En este sistema de dos etapas, todos los estímulos son procesados en cierto grado por una etapa paralela inicial, y solo los sobresalientes son seleccionados para un procesamiento más profundo, para hacer uso óptimo de los recursos limitados en un etapa tardía en serie.
Un aspecto curioso del parpadeo atencional es que incluye un fenómeno conocido como “lag 1 sparing” (en español, exención del intervalo 1) lo que significa que los objetos presentados con un intervalo muy corto en tiempo (en un intervalo anterior al parpadeo atencional) no son afectados como ocurre con los estímulos dentro del intervalo el parpadeo atencional. En los estudios clásicos del parpadeo atencional, los participantes tienen problemas reportando dos estímulos presentados de forma casi simultánea, y solo se reporta correctamente el primero cuando estos son presentados entre 200 ms y 500 ms de acuerdo al estudio por Visser et al (2015). Estos objetos se conocen como E1 (Estímulo 1), E2 (Estímulo 2), etc. El fenómeno lag-1 sparing se refiere frecuentemente a un mejor procesamiento del E2 sobre el E1. El desempeño de E2  fue originalmente hipotetizado para ser reportado correctamente con menor frecuencia por los participantes que el E1, porque la atención del participante aún estará en E1 mientras que el E2 fue presentada inmediatamente después. Visser también propuso que los participantes estarían demasiado enfocados  en buscar el E1. Por otro lado, los participantes fueron mejores en la identificación del E2 a comparación con el E1 cuando los objetos fueron separados por uno o dos distractores.
Una posible explicación para lag-1 sparing es que este fenómeno está muy conectado con el parpadeo atencional, pero no opera en los mismos mecanismos cognitivos y requiere diferentes estímulos para ocurrir. Específicamente, para que se produzca el fenómeno de lag-1 sparing, se necesita información visual como estímulos con práctica . Estos estímulos pueden ser números o letras presentadas en sucesión rápida. Cuando el E1, es presentado, crea una ventana atencional porque es una novedad, refiriéndose a que atrae y sostiene más atención por el participante. Esta novedad que desaparece entre E1 y E2 crea un aumento en atención y abre una ventana metafórica para una cognición rápida. Los participantes ahora saben cómo buscar los objetos, así que los encuentran más rápido. Esta ventana atencional permanece abierta lo suficiente para que E2 sea presentado y procesado en un rango mayor de características compartidas con E1. Los objetos son normalmente presentados en menos de .5 segundos entre ellos. El  “Lag-1 sparing” también ocurre sin importar cuánta información fue visualmente presentada. De dos secuencias de RSVP— donde la locación de E1 fue conocida en la primera secuencia y desconocida en la segunda, “lag-1 sparing” ocurre sin importar si E2 estuviera en la misma secuencia que el E2, o no. Aún no hay una explicación para el fenómeno “lag-1 sparing”, aunque es pensada para ser relacionada con la primera etapa paralela del sistema de dos etapas del estímulo seleccionado y procesado.
Acorde a la hipótesis LC-NE, cuando un estímulo sobresaliente  es presentado, las neuronas en el “locus coeruleus”  liberan noradrenalina, un neurotransmisor que beneficia la detección de estímulos sobresalientes. El efecto que este realiza dura por lo menos 100 ms después de que el estímulo sobresaliente es presentado inmediatamente después del primero, siendo procesado en la misma ventana atencional que el E1. Eventualmente las neuronas en el “locus coeruleus” entran en un tiempo refractario, debido al efecto auto-inhibidor de la noradrenalina. De acuerdo a la hipótesis, los objetos presentados durante este periodo refractario no pueden accionar una liberación de noradrenalina, resultando en un parpadeo atencional. La hipótesis del carácter distintivo del modelo ST2 sugiere que el parpadeo atencional refleja una limitación del sistema visual intentando acomodar el contexto episódico único al estímulo breve presentado en RSVP.
El parpadeo atencional puede ser moderado por cambios en similitud visual entre estímulos target (E1 y E2) y estímulos distractores, pero también puede ser afectado por similitudes conceptuales, sugiriendo que el estímulo es procesado por un nivel profundo preconciente, con mucha de la información resulta descartada después de que alcance la conciencia. 
El parpadeo atencional es relacionado pero distinto al fenómeno de ceguera de repetición.
El parpadeo atencional puede ser usado en otros estudios y experimentos como una manera de medir la atención. Un estudio conducido por Morrison et al. 2015 usó el parpadeo atencional para medir diferencias atencionales en personas con desórdenes como depresión y ansiedad social. Midiendo el parpadeo atencional en los sujetos fue efectivo en mostrar que sujetos con estos desórdenes tienen más dificultad en reconocer E2 en comparación con otros. Otro estudio usó la magnitud  del parpadeo atencional para ver si eran el buen humor es afectado por la atención temporal.

## Emoción
Cuando el parpadeo atencional es puesto a prueba, el estímulo presentado es un objeto inanimado. Pero la investigación muestra que no solo el efecto del estímulo inanimado parpadeo atencional, pero rostros humanos también. A pesar de la hipótesis de que la información de configuración y característica es procesada por canales separados, así evadiendo el parpadeo atencional, rostros humanos en todas las diferentes configuraciones, aún son procesados y afectados por parpadeo atencional.
Un importante factor el cual influencia el parpadeo atencional es el rol de las emociones. Investigación ha mostrado que cuando el segundo objetivo en presentación visual en serie rápida (RSVP) es un estímulo emocionalmente relevante es más probable que sea percibido durante el parpadeo atencional. El parpadeo atencional no solo es modulado por una relevancia emocional del O2, pero también por la relevancia emocional del O1. En breve: cuando el O1 es emocionalmente relevante el parpadeo emocional es largo, cuando el O2 es emocionalmente relevante entonces el parpadeo atencional es reducido. Esta investigación sugiere que la emoción mide la atención.
El sexo del estímulo presentado también influye en el parpadeo atencional. En un estudio, fue mostrado que las emociones que ocurren más seguido que no prescritas a diferentes sexos, fueron identificadas más rápido. No solo eso, pero cuando el parpadeo atencional sucediera, ya sea en lag 1 o lag 2, y que tan profundo fue el parpadeo, podría ser manipulado por el sexo de y por la emoción expresada por el O1.
También ha habido estudios usando imágenes como un estímulo emocional. Imágenes emocionalmente negativas que proceden el objetivo por 2 artículos se encontraron para inducir déficits más grandes en procesar el objetivo estímulo que imágenes neutrales hicieron. Así, parece que información emocional puede obtener sesgos de atención los cuales temporalmente prevén conciencia de estímulos activamente buscados.

## Meditación
Un estudio realizado por Heleen Slagter, Richard Davidson y colegas, sugiere que la meditación, particularmente vipassana, tal vez reduzca la duración del parpadeo atencional. En un experimento, 17 personas recibieron 3 meses de entrenamiento intensivo en meditación. Esos 17 junto con otros 23 novatos meditantes realizaron una prueba de atención en el cual ellos exitosamente eligieron 2 números incrustados en una serie de letras. Los novatos exhibieron parpadeo atencional y se perdieron el segundo número. En contraste, todos los meditantes entrenados consecuentemente eligieron ambos números.

## Teorías
Teoría de la inhibición
Raymond et al. (1992) sugirió que el parpadeo atencional es producido por la incertidumbre perceptiva entre el objeto y el que le sigue. Sugirieron que esta confusión sucede en cierto punto en el proceso de identificación del objeto. Cuando esta confusión es eliminada, el parpadeo atencional no es observado. Los estudios también sugieren que la manera de eliminar la confusión es tener objetos que no puedan ser nombrados. 
Teoría de la interferencia
Shapiro et al. (1994) sugiere que el modelo de interferencia puede explicar mejor los efectos del parpadeo atencional a comparación del modelo de inhibición. En este modelo, el parpadeo atencional tiene lugar en un objeto que está fuera de serie debido a la interferencia entre los objetos en serie. Shapiro propone que la cantidad de inferencia aumenta o disminuye con la longitud de las series.
Teoría del proceso de retraso
Giesbrecht and Di Lollo (1998) sugieren que el parpadeo atencional sobre el objeto 2 resulta cuando la persona está ocupada en procesar el objeto 1. Es sugerido que cualquier aumento de dificultad en el proceso del primer objeto resultará en un mayor parpadeo atencional.
Teoría de la capacidad atencional
Duncan et al. (1996) sugiere que el objeto 1 toma sobre las partes de nuestra capacidad de atención, dirigiéndola a una falta de procesamiento o reconocimiento del segundo objeto cuando es presentado directamente después del primero. Esta teoría sugiere que el tiempo que ocupa el objeto 1 continúa ocupando la capacidad de atención se relaciona directamente con la dificultad de procesar el objeto 2.  
Teoría del proceso de dos etapas
Chun y Potter (1995) sugiere que procesar una serie de objetos de manera rápida requiere dos etapas una detrás de otra. La primera etapa es la detección rápida inicial. Aquí los objetos posibles no son detectados. La segunda etapa es la capacidad limitada en la que los objetos son tomados en orden para reportarlos después. La segunda etapa ocurre después del conocimiento de los objetos en la primera etapa. Aquí la segunda etapa tiene que terminar de procesar el objeto 1, hasta entonces, el objeto 2 no será reconocido en la segunda etapa. Si hay una situación en donde el segundo objeto aparezca en la primera etapa, el recorrido hacia la segunda etapa es retrasada. El parpadeo atencional ocurre cuando el segundo objeto está en la etapa 1 que causa un retraso. El parpadeo atencional refleja una restricción en el proceso de combinar información de una representación inestable hacia una representación estable (Johnson y Proctor, 2004).